# Bailey Nichol
Bailey Marie Nichol (* 27. Juli 1995 in Normal) ist eine US-amerikanische Volleyballspielerin.

## Karriere
Nichol studierte von 2013 bis 2017 an der Morehead State University und spielte im Universitätsteam Eagles. Anschließend wechselte die Zuspielerin zum deutschen Bundesligisten Schwarz-Weiss Erfurt. Nach einer Saison ging sie 2018 zum tschechischen Erstligisten VK Královo Pole Brno.
Bailey Nichols Schwester Valerie Nichol spielte von 2015 bis 2017 in der Bundesliga für Allianz MTV Stuttgart.